# Atahualpa Yupanqui
Atahualpa Yupanqui, pseudònim d'Héctor Roberto Chavero (Pergamino, 31 de gener del 1908 - Nimes, 23 de maig del 1992), va ser un cantautor, guitarrista, antropòleg i escriptor argentí.
Quan era jove va viatjar per les zones rurals del nord-oest de l'Argentina i de l'altiplà andí estudiant els costums dels pobles indígenes d'Amèrica. Va recollir importants dades etnogràfiques i, indignat amb la pobresa que veia, va passar a formar part del Partit Comunista de l'Argentina. El seu nom artístic el va adoptar en honor de dos reis inques llegendaris.
Se'l considera el músic de folklore argentí més important. Les seves composicions han estat cantades per reconeguts intèrprets, com Mercedes Sosa, los Chalchaleros, Horacio Guarany, Jorge Cafrune, Alfredo Zitarrosa, José Larralde, Víctor Jara, Ángel Parra i Marie Laforêt, entre molts altres, i segueixen formant part del repertori d'innombrables artistes, a l'Argentina i en diferents parts del món.

## Cançons més conegudes
De les 325 cançons que consten oficialment registrades, les més rellevants són: La alabanza, La añera, El arriero, Basta ya, Cachilo dormido, Camino del indio, Coplas del payador perseguido, Los ejes de mi carreta, Los hermanos, Indiecito dormido, Le tengo rabia al silencio, Luna tucumana, Milonga del solitario, Piedra y camino, El poeta, Las preguntitas, Sin caballo y en Montiel, Tú que puedes, vuélvete, Viene clareando i Zamba del grillo, entre moltes altres.

## Llibres
- Piedra sola (1939)
- Aires (1943)
- Cerro Bayo (1953)
- Guitarra (1960)
- El canto del viento (1965)
- El payador perseguido (1972)
- Del algarrobo al cerezo (1977)

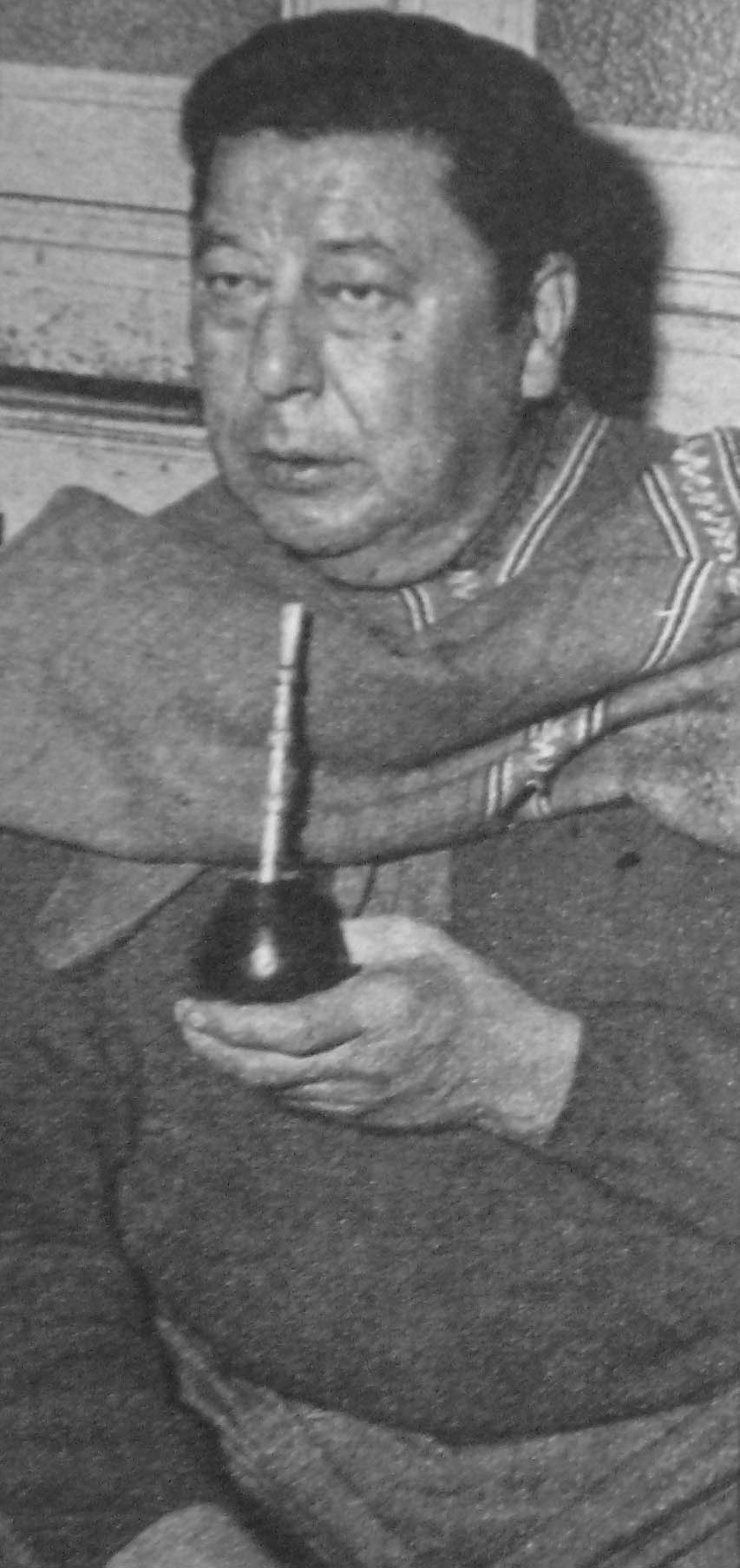
Atahualpa Yupanqui

- Confesiones de un payador (Ediciones Galerna, 1984)
- La palabra sagrada (1989)
- La capataza (1992)
- La canción triste
- Coplas del payador perseguido (Rama Lama Music España, 2007)